# Draganja (potok)
Draganja je potok, ki teče skozi mestece Rogatec in se kot desni pritok izliva v reko Sotlo, mejno reko med Slovenijo in Hrvaško. Potok je travniški potok.